# Steffen Hagen
Steffen Hagen (ur. 8 marca 1986 w Kristiansand) – norweski piłkarz występujący na pozycji obrońcy. Zawodnik klubu Odds BK.

## Kariera klubowa
Hagen treningi rozpoczął w 2001 roku w zespole FK Vigør. W 2004 roku przeszedł do FK Mandalskameratene z 1. divisjon. Grał tam w sezonach 2004 oraz 2005. W 2006 roku odszedł do drużyny Odds BK, grającej w Tippeligaen. W lidze tej zadebiutował 9 kwietnia 2006 roku w zremisowanym 0:0 pojedynku z Vålerenga Fotball. W 2007 roku spadł z zespołem do 1. divisjon. W 2008 roku wywalczył z nim jednak awans do Tippeligaen. 25 października 2009 roku w wygranym 4:1 spotkaniu z Lyn Fotball strzelił pierwszego gola w Tippeligaen.

## Kariera reprezentacyjna
W reprezentacji Norwegii Hagen zadebiutował 18 stycznia 2012 roku w wygranym 1:0 meczu Pucharu Króla Tajlandii z Tajlandią.